# Tube Challenge

Карта Лондонского метрополитена по состоянию на 2007 год

Tube Challenge (с англ. — «Метро-челлендж») — соревнование, проводимое в Лондонском метрополитене по наиболее быстрому прохождению и посещению всех станций Лондонского метро. С 1960 года рекорды этого соревнования фиксируются в книге рекордов Гиннесса. Для успешного завершения участнику необходимо посетить все станции Лондонского метро без обязательного прохождения всех веток. Переход между ветками участники могут совершать пешком или при помощи общественного транспорта.
По состоянию на Май 2024 г. рекорд по быстрейшему прохождению (272 станции) принадлежит Артуру Филиппсу, Руайри О'Грэди, Джону Модсли, Алексу Ренни, Тиму Ливанту, Джозефу Соломону, Алексу Синклеру и Ипенгу Сюй, которые завершили испытание за 18 часов, 08 минут и 13 секунд 23 октября 2023 года.

## История
Первое соревнование прошло в 1959 году, в котором приняли участие много людей, но не все их имена были упомянуты в числе рекордсменов. Участникам разрешалось первоначально использовать любой личный транспорт (автомобиль или велосипед), чтобы перейти от одной ветки или станции к другой. Это приводило к тому, что многие преодолевали все станции метро меньше чем за 16 часов, и вскоре Книга рекордов Гиннесса запретила участникам пользоваться личным транспортом.

### Все рекорды
| Дата             | Рекордсмен(ы)                                                                                                  | Число станций | Время                         |
| ---------------- | --- | ------------- | ----------------------------- |
| Март 1960        | Джордж Хёрст и Джейн Борвик                                                                                    | 264           | 18 ч 35 мин                   |
| 9 сентября 1961  | Дж. Бёрч, Б. Филлипс и Н. Сторр                                                                                | 264           | 18 ч 9 мин                    |
| 3 декабря 1960   | К. Э. Бранч и Дж. Бранч                                                                                        | 273           | 20 ч                          |
| 22 августа 1963  | Кристофер Найкирк                                                                                              | 272           | 14 ч 58 мин                   |
| 4 июля 1964      | Э. Мортимер, Дж. П. Хертинг, Д. Корк и Дж. Эллиот                                                              | 272           | 14 ч 17 мин                   |
| 7 сентября 1965  | Алан Пол Дженкинс                                                                                              | 273           | 16 ч 57 мин                   |
| 1 ноября 1966    | Лесли Бёрвуд                                                                                                   | 273           | 15 ч 53 мин                   |
| 1 сентября 1967  | Лесли Бёрвуд                                                                                                   | 277           | 14 ч 33 мин                   |
| 3 сентября 1968  | Лесли Бёрвуд                                                                                                   | 277           | 15 ч                          |
| 27 июня 1969     | Энтони Даркин и Питер Гриффитс                                                                                 | 277           | 16 ч 5 мин                    |
| 20 мая 1980      | Джон и Стивен Трэффорды                                                                                        | 278           | 18 ч 3 мин                    |
| 3 декабря 1981   | Колин Малвэни                                                                                                  | 277           | 17 ч 37 мин                   |
| 14 апреля 1986   | Роберт Робинсон, Питер Дэвид Робинсон, Джон Гард, Тимоти Джон Кларк                                            | 272           | 19 ч 51 мин 14 с              |
| 30 июля 1986     | Роберт Робинсон, Питер Дэвид Робинсон, Тимоти Робинсон, Тимоти Кларк, Ричард Харрис                            | 272           | 18 ч 41 мин 41 с              |
| 4 октября 1994   | Роберт Робинсон, Том Маклафлин                                                                                 | 270           | 18 ч 18 мин 9 с               |
| 16 марта 2000    | Роберт Робинсон, Крис Локстон, Крис Стабли, Крис Уайтоук, Олли Рич и Адам Уоллер                               | 272           | 19 ч 57 мин 47 с              |
| 26 сентября 2006 | Хокан Волге и Ларс Андерссон                                                                                   | 275           | 18 ч 25 мин 3 с               |
| 1 октября 2013   | Джефф Маршалл и Энтони Смит                                                                                    | 270           | 16 ч 20 мин 27 с              |
| 21 мая 2015      | Стив Уилсон и Анди Джеймс                                                                                      | 270           | 15 часов, 45 минут, 38 секунд |
| 23 октября 2023  | Артур Филиппс, Руайри О'Грэди, Джон Модсли, Алекс Ренни, Тим Ливант, Джозеф Соломон, Алекс Синклер, Йипенг Сюй | 272           | 18 часов, 08 минут, 13 секунд |

Первые рекорды по наиболее быстрому посещению всех станций Лондонского метрополитена были опубликованы в 8-м издании Книги рекордов Гиннесса. С 1960-х по 1990-е годы они встречались в категориях «Подземная железная дорога: прохождение» (англ. Underground Railways – circuit of), но затем попадали в категории «Железная дорога» и «Поезда». В 2001 году стиль и принцип публикации рекордов изменились, и неоднократно побитый рекорд позднее был упомянут только в издании 2008 года, а с этого момента новые рекорды публикуются онлайн. Поскольку в печатной версии рекорд упоминался нерегулярно, есть две версии соревнования: на 275 станций (старая версия) и на 270 станций (современная, после закрытия ветки Ист-Лондон).

### Рекорд для 275 станций
3 апреля 2002 года Джек Уэлсби преодолел 275 станций за 19 часов 18 минут и 45 секунд. Уэлсби выполнил это задание с первого раза, начав своё путешествие на станции Хитроу и закончив его на станции Амершем. Рекорд был побит 4 мая 2004 года Джеффом Маршалом и Нилом Блэйком, которые затратили 18 часов 35 минут и 43 секунды на преодоление всех станций, начав на станции Амершем и закончив на станции Апминстер. Через четыре месяца рекорд был официально зафиксирован Книгой рекордов Гиннесса. В британском документальном сериале 2003 года «Метро» о работе Лондонского метрополитена, выходившем на ITV, была показана одна из попыток установления рекорда, ещё одну попытку показали на телеканале ITV1 в программе «Metroland: Race Around the Underground» 16 октября 2003 года.
В течение двух лет рекорд держался, пока его не улучшили на пять секунд. Но 26 сентября 2008 года новая попытка побить рекорд закончилась успехом: шведы Хокан Волге и Ларс Андерссон преодолели 275 станций за 18 часов 25 минут 3 секунды, и именно этот рекорд попал в издание Книги рекордов 2008 года.

### Рекорд для 270 станций
В связи с уменьшением числа станций до 270 рекорд был перебит трижды за два года, и с октября 2008 года в Лондонском метрополитене после открытия станции Вуд-Лейн стали действовать ровно 270 станций. Первый рекорд для этого числа станций установили Энди Джеймс, Мартин Хэзел и Стив Уилсон 14 декабря 2009 года с общим временем в 16 часов 44 минуты и 16 секунд. Спустя 4 года к 150-летию Лондонского метрополитена газета The Telegraph организовала путешествие журналистов по маршруту Джеймса, Хэзела и Уилсона в рамках проекта подземного лабиринта и опубликовала об этом статью «Information Capital».
21 апреля 2011 года, спустя 17 месяцев после предыдущего достижения, Марк Гоули из Дентона (Большой Манчестер) установил новый рекорд в 16 часов 29 минут и 57 секунд. Гоули, известный благодаря участию в марафонах, прославился ещё и тем, что ни разу не воспользовался наземным общественным транспортом и все необходимые переходы между станциями совершил пешком. Но Джеймс и Уилсон всего спустя 37 дней, 27 мая, побили достижение, преодолев всю дистанцию за 16 часов 29 минут 13 секунд (на 44 секунды быстрее).
В августе 2013 года Джефф Маршал и Энтони Смит поставили новый рекорд: 16 часов, 20 минут и 27 секунд, и он появился в издании Книги рекордов Гиннесса 2015 года, чего не было в течение 7 лет. 21 февраля 2015 года ещё один рекорд поставили Клайв Бёрджесс и Ронан Макдональд (16 часов 14 минут и 10 секунд), но Энди Джеймс и Стив Уилсон сумели улучшить и это достижение 21 мая того же года: 15 часов 45 минут 38 секунд.

### Рекорд для 272 станций
Адхам Фишер установил новый рекорд Гиннеса за 20 часов, 4 минуты и 10 секунд 4 октября 2021 года.
Артур Филиппс, Руайри О'Грэди, Джон Модсли, Алекс Ренни, Тим Ливант, Джозеф Соломон, Алекс Синклер и Ипенг Сюй установили новый рекорд Гиннеса за 18 часов, 8 минут и 13 секунд 23 октября 2023 года.

## Прочие попытки
Участие в Tube Challenge нередко принимали люди, связанные с благотворительными организациями — такими, как «Children in Need» и «Comic Relief». В память о жертвах теракта в Лондонском метро, прогремевшего 7 июля 2005 года, был организован челлендж под названием «Tube Relief» (с англ. — «Помощь от метро») для сбора средств в помощь благотворительному фонду «London Bombings Relief». В течение дня в челлендже принял участие 51 человек, и за день были собраны 10 тысяч фунтов стерлингов. В ноябре 2011 года фонд имени Сью Райдер организовал ещё одно массовое участие в челлендже: 10 команд должны были раньше других сделать хотя бы по одной фотографии каждой из 270 станций. В 2014 году Джефф Маршал организовал ещё один благотворительный проект «Walk The Tube» (с англ. — «Пройди по метро»), который стал ежегодным мероприятием: на благотворительные цели ежегодно собираются десятки тысяч фунтов стерлингов.